# جيمس كالاهان (ممثل)
جيمس كالاهان (بالإنجليزية: James T. Callahan) هو ممثل أمريكي، ولد في 4 أكتوبر 1930 في غراند رابيدز في الولايات المتحدة، وتوفي في 3 أغسطس 2007 في فالبروك في الولايات المتحدة بسبب سرطان المريء.

## أعمال

### مسلسلات
- دالاس

## وصلات خارجية
- جيمس كالاهان على موقع IMDb (الإنجليزية)
- جيمس كالاهان على موقع ألو سيني (الفرنسية)
- جيمس كالاهان على موقع أول موفي (الإنجليزية)
- جيمس كالاهان على موقع قاعدة بيانات الأفلام السويدية (السويدية)
- جيمس كالاهان على موقع قاعدة بيانات الفيلم (الإنجليزية)
- جيمس كالاهان على موقع كينوبويسك (الروسية)